# Трокселвілл (Пенсільванія)
Трокселвілл (англ. Troxelville) — переписна місцевість (CDP) в США, в окрузі Снайдер штату Пенсільванія. Населення — 260 осіб (2020).

## Географія
Трокселвілл розташований за координатами 40°48′32″ пн. ш. 77°12′17″ зх. д. / 40.80889° пн. ш. 77.20472° зх. д. (40.808765, -77.204682).  За даними Бюро перепису населення США в 2010 році переписна місцевість мала площу 2,58 км², з яких 2,58 км² — суходіл та 0,00 км² — водойми.

## Демографія
Згідно з переписом 2010 року, у переписній місцевості мешкала 221 особа в 74 домогосподарствах у складі 63 родин. Густота населення становила 86 осіб/км².  Було 96 помешкань (37/км²).
Расовий склад населення:
| - 98,2 % — білих - 0,5 % — чорних або афроамериканців |

До двох чи більше рас належало 1,4 %. Частка іспаномовних становила 0,0 % від усіх жителів.
За віковим діапазоном населення розподілялося таким чином: 28,5 % — особи молодші 18 років, 57,0 % — особи у віці 18—64 років, 14,5 % — особи у віці 65 років та старші. Медіана віку мешканця становила 39,5 року. На 100 осіб жіночої статі у переписній місцевості припадало 84,2 чоловіків;  на 100 жінок у віці від 18 років та старших — 88,1 чоловіків також старших 18 років.
Середній дохід на одне домашнє господарство  становив 64 290 доларів США (медіана — 61 250), а середній дохід на одну сім'ю — 64 203 долари (медіана — 63 068). За межею бідності перебувало 2,8 % осіб, у тому числі 7,5 % дітей у віці до 18 років та 0,0 % осіб у віці 65 років та старших.
Цивільне працевлаштоване населення становило 112 осіб. Основні галузі зайнятості: освіта, охорона здоров'я та соціальна допомога — 35,7 %, публічна адміністрація — 16,1 %, виробництво — 13,4 %.